# 礼記子本疏義
礼記子本疏義 (らいきしほんそぎ) は、皇侃・鄭灼によって作られた『礼記』の注釈書で、南北朝時代に作られた経書研究の書物である義疏の一種である。現代に伝わる義疏は『論語義疏』『孝経述議』など数が少なく、その資料的価値は大きい。第五十九の一巻のみが現存し、早稲田大学図書館に所蔵され、国宝に指定されている。

## 概要

### 成立
内容はほとんどが皇侃の手になるが、皇侃の弟子の鄭灼の案語も見られる。また、陳の君主の避諱が見られることから、陳朝に入ってからの著述されたのではないかとされる。なお、『五経正義』の一つである『礼記正義』は、本書をもとに加筆されて成立したものとされる。

### 書名
「子本疏義」という書名の意味については諸説ある。山本巌は、「子本」の由来は不明で、「疏義」は「義疏」の誤写ではないかと指摘する。一方、喬秀岩は、「子本疏義」という書名について、経注を合抄することから付けられた名称であるとする。

## 日本への伝来
古くから日本に伝来し、藤原佐世『日本国見在書目録』に著録される「礼記子本義疏百巻」は、この書物であるとされる。このうち、第五十九の一巻のみが現存し、早稲田大学図書館に所蔵され、国宝に指定されている。この本は巻尾に「内家私印」の印があり、これは光明皇后（聖武天皇の皇后）の蔵書印とされる。
この『礼記子本疏義』写本は、長らく所在が不明であったが、19世紀末に再発見されたという経緯がある。1890年、田中光顕が島田蕃根から『礼記子本疏義』を購入すると、1904年に島田翰『古文旧書考』に『礼記子本疏義』の考察と翻刻が掲載される。1905年、早稲田大学図書館が田中光顕より『礼記子本疏義』の寄贈をうける。当時の早稲田大学図書館長である市島春城が、田中に直接書簡を送ったことがきっかけである。1909年には、羅振玉が早稲田大学を訪れ、『礼記子本疏義』を閲覧する。羅振玉は、のちに複製本を影印によって石印本を作製し、「六朝写本礼記子本疏義」と題して自家出版した。この本が一般に流布し、羅振玉の全集にも収録されるなど、広く知られることとなった。
1931年、文部省国宝保存会・国宝監査会委員が調査し、『礼記子本疏義』が国宝に指定された。1952年、戦後改めて国宝に指定された。
近年の研究に、島田翰・羅振玉・鈴木由次郎・山本巌・喬秀岩・大坊眞伸・華喆らによるものがある。